# Микашевичи (станция)
Микашевичи (бел. Мікашэ́вічы) — станция Барановичского отделения Белорусской железной дороги в Лунинецком районе Брестской области Беларуси. Расположена в городе Микашевичи, на линии Калинковичи — Лунинец, между остановочным пунктом Бронислав и станцией Ситница.

## История
Станция была построена в XIX веке на Полесской железнодорожной линии. В 1886 году был построен деревянный вокзал.
В первой половине XX века станция была польской пограничной на границе с Советским Союзом. В 1919—1920 годах в здании вокзала в Микашевичах проходили советско-польские переговоры по линии общества Красного Креста.
В 1925—1939 годах здесь размещался штаб польских пограничников и другие административные органы управления. В 1939 году здание вокзала было реконструировано, но полностью сгорело в годы войны. Функции вокзала стал выполнять барак на старом переезде. Современное каменное здание вокзала было построено в начале 1950-х годов.
Станция имела пассажирское движение Брест — Микашевичи с прямыми вагонами из Варшавы, Вильнюса. С советской стороны Житковичи были пограничной станцией. Приграничное пассажирское движение проводилось, за исключением первых лет после включения Западной Беларуси в состав Польши. В направлении СССР поезда из Микашевичей двигались к Гомелю.
Зимой 1947 года на станции в вагоне жил поэт Якуб Колас и принимал избирателей как кандидат в депутаты Верховного Совета БССР от Микашевичского избирательного округа, он так же встречался с избирателями в Микашевичском Доме культуры о чем свидетельствует памятная табличка на здании современного вокзала.
В период между мировыми войнами станция обслуживала фанерно-лесопильный завод, а после обнаружения месторождения гранита в 1970-х годах и начале его разработки в 1973 стала обслуживать горнодобычу.
В 1905 году было завершено строительство 27-верстной ветки на Чучевичи, которое было обеспечено шпалами владельцем фанерно-лесопильного завода Фёдором Агарковым. В 1914 году по ветке была разрешена перевозка пассажиров. Ветка находилась в оперативном управлении администрации Полесских железных дорог, на ней работали четыре паровоза.

## Описание
20 регулярных поездов проходят через железнодорожную станцию Микашевичи.
Список регионов, которые соединены маршрутами поездов, проходящими через эту железнодорожную станцию: Брестская область, Гродненская область, Гомельская область, Витебская область, Могилёвская область.
На железнодорожной станции «Микашевичи» можно приобрести билеты до населённых пунктов: Барановичи, Гродно, Калинковичи, Гомель, Ляховичи, Скидель, Ганцевичи, Житковичи, Василевичи, Лида, Лунинец, Мосты, Богушевск, Брест, Оболь, Шумилино, Витебск, Быхов, Жлобин, Жабинка, Могилёв, Орша, Пинск, Кобрин, Полоцк, Светлогорск, Шклов, Иваново, Рогачёв, Дрогичин и др.
Среднее время остановки на ж/д станции «Микашевичи» составляет 2 минуты.
Самое длительное время стоянки составляет 14 минут для поезда, следующего по маршруту 6091 Калинковичи — Лунинец.

## Остановочные пункты
| Предыдущая станция | Белорусская железная дорога | Следующая станция |
| ------------------ | --------------------------- | ----------------- |
| о. п. Бронислав    | Калинковичи — Лунинец       | Ситница           |